# Wojciech Żukrowski
Wojciech Żukrowski (Cracòvia, 14 d'abril de 1916 – Varsòvia, 26 d'agost de 2000) va ser un prosista, poeta, reporter, assagista i crític literari polonès.

## Obres
- Rdza (1943)
- Bal w agreście (1944)
- Porwanie w Tiutiurlistanie (1946)
- Z kraju milczenia ('Des del país del silenci', 1946)
- Piórkiem flaminga czyli opowiadania przewrotne (1947)
- Ręka ojca (1948)
- Wiersze (1948)
- Mądre zioła (1951)
- Córeczka (1952)
- Szabla Gabrysia (1952)
- Słoneczne lato (1952)
- Dni klęski ('Dies de derrota', 1952)
- Poszukiwacze skarbów (1953)
- W kamieniołomie i inne opowiadania (1954)
- Dom bez ścian. Dziennik pobytu w Wietnamie (1954)
- Ognisko w dżungli. Opowieści i baśnie z Wietnamu (1955)
- Desant na Kamiennej Wyspie (1955)
- Wybór opowiadań (1956)
- Mój przyjaciel słoń (1957)
- Kantata (1957)
- Opowieści z dreszczykiem (1957)
- Okruchy weselnego tortu (1958)
- Wędrówki z moim Guru ('Aventures amb el meu guru', 1960)
- Skąpani w ogniu ('Banyats en foc', 1961)
- W królestwie miliona słoni (1961)
- Nieśmiały narzeczony ('Un nuvi tímid', 1964)
- Opowieści z Dalekiego Wschodu (1965)
- Kamienne tablice (1966)
- Szczęściarz ('Un amb sort', 1967)
- Noce Ariadny (1968)
- Lotna (1969)
- Kierunek Berlin (1970)
- Wybór opowiadań (1972)
- Karambole (1973)
- W głębi zwierciadła. Gawędy o pisarzach i książkach (1973)
- Plaża nad Styksem (1976)
- Ostrożnie ze Złotym Lisem (1978)
- Białe zaproszenie i inne opowiadania (1979)
- Zapach psiej sierści (1980)
- Opowiadania z czasu wojny (1983)
- Na tronie w Blabonie (1986)
- Kamienny pies. Baśnie wietnamskie ('Taules de pedra', 1989)
- Rozmowy o książkach (1989)
- Czarci tuzin (compendi de les seves publicacions, 2000)